# تسجيلات كوك بويز
تسجيلات كوك بويز هي شركة تسجيلات أسسها مغني الراب المغربي الأمريكي فرنش مونتانا عام 2008. 

## الفنانون
- الفنانون الحاليون

| الفنان       | عام التسجيل | عدد الألبومات المصدرة |
| ------------ | ----------- | --------------------- |
| فرنش مونتانا | 2008        | 1                     |
| ليل درك      | 2013        | 1                     |
| زاك          | 2014        |                       |
| فيلوس        | 2014        |                       |
| ميتسمس       | 2014        |                       |

- الفنانون السابقون

| الفنان          | عام التسجيل | عدد الألبومات المصدرة |
| --------------- | ----------- | --------------------- |
| ماكس بي (مسجون) | 2008        |                       |
| شينكس (متوفى)   | 2009        | 1                     |
| تشيز            | 2009        |                       |
| فليب (مسجون)    | 2009        |                       |
| تشارلي روك      | 2010        |                       |

## ديسكوغرافيا
- 2008 - Coke Wave (فرنش مونتانا & ماكس بي)
- 2008 - Mac & Cheese (فرنش مونتانا)
- 2009 - Coke Wave 2 (فرنش مونتانا & ماكس بي)
- 2009 - Mac & Cheese 2 (فرنش مونتانا)
- 2010 - Coke Boys (كوك بويز)
- 2011 -  Coke Boys 2 (كوك بويز)
- 2011 - Mister 16: Casino Life (فرنش مونتانا)
- 2011 - Cocaine Riot (شينكس)
- 2012 - Coke Boys 3 (كوك بويز)
- 2012 - Coke Boys Run NY (فرنش مونتانا & شينكس)
- 2012 - Cocaine Riot 2 (شينكس)
- 2012 - Mac & Cheese 3 (فرنش مونتانا)
- 2013 - Cocaine Riot 3 (شينكس)
- 2013 - Excuse My French (فرنش مونتانا)
- 2013 - Signed To The Streets (ليل درك)
- 2013 - I'll Take It From Here (شينكس)
- 2014 - Coke Boys 4 (كوك بويز)
- 2014 - Cocaine Riot 4 (شينكس)
- 2014 - Signed To The Streets 2 (ليل درك)
- 2014 - Mac & Cheese 4: The Appetizer (فرنش مونتانا)
- 2014 - Cocaine Riot 5 (شينكس)
- 2015 - Casino Life 2: Brown Bag Legend (فرنش مونتانا)
- 2015 - Remember My Name (ليل درك)
- 2015 - Welcome to JFK (شينكس)
- 2015 - Coke Zoo (فرنش مونتانا and فيتي واب)
- 2015 - 300 Days 300 Nights (ليل درك)
- 2016 - Wave Gods (فرنش مونتانا)